# Alenia Aermacchi M-346 Master

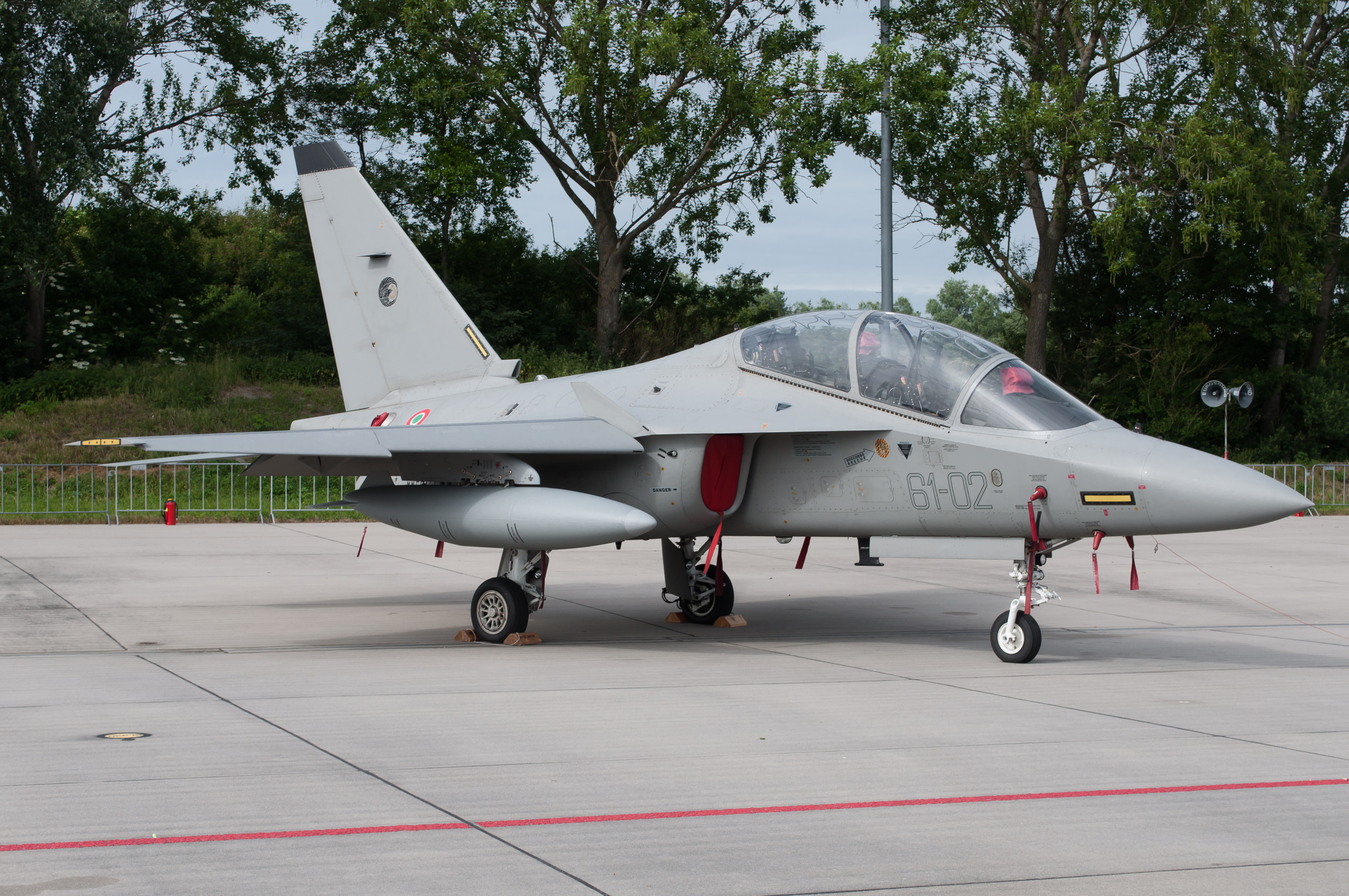
Un M-346 dell'Aeronautica Militare

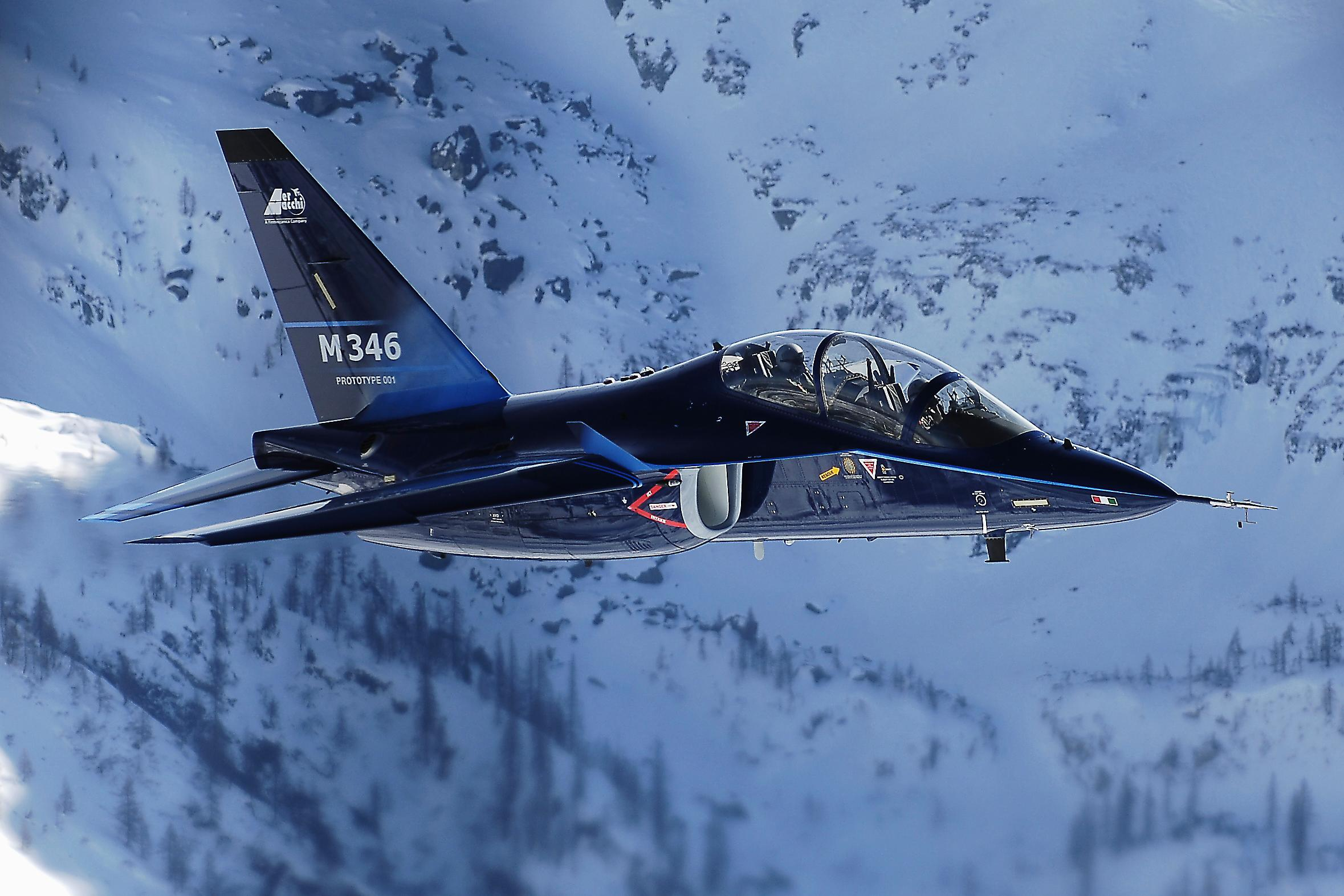
Un prototipo di M-346 in volo

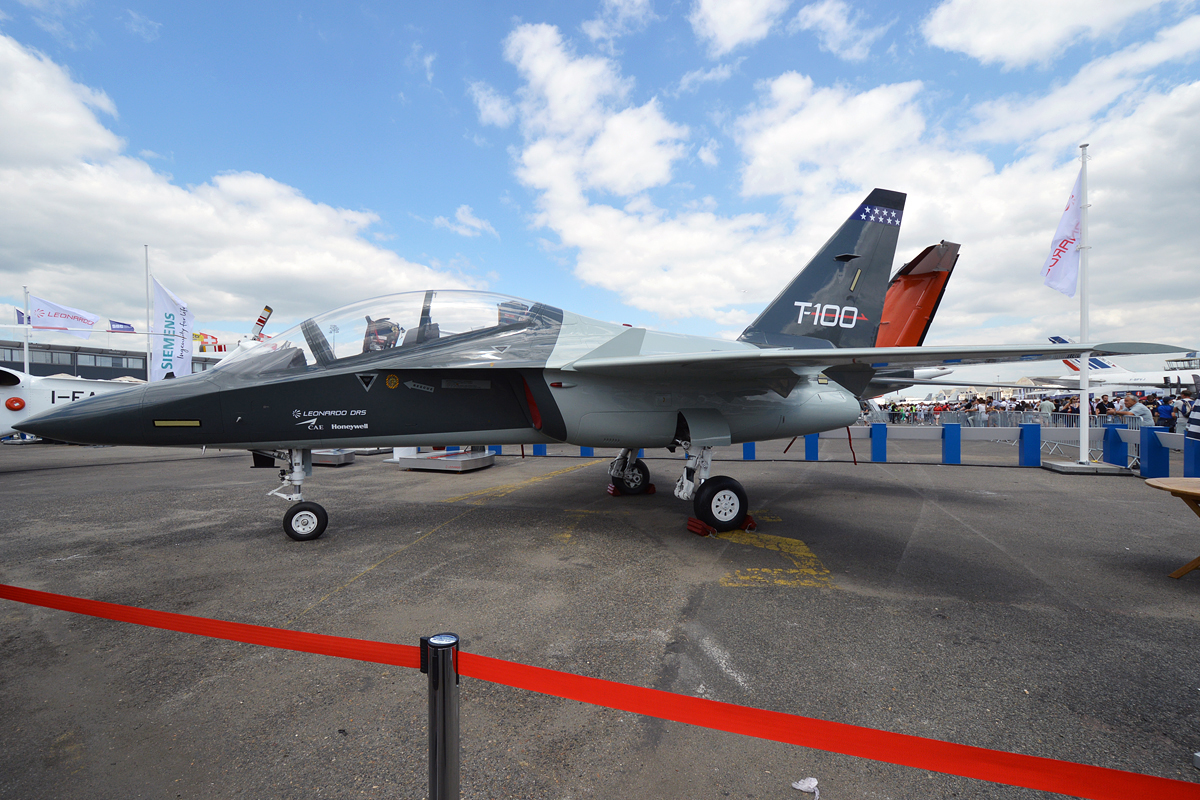
Simulacro di T-100 destinato al programma T-X, esposto durante il Farnborough Airshow 2016

L'Alenia Aermacchi M-346 Master è un aereo da addestramento militare transonico. È basato su sviluppi successivi a un'iniziale joint venture tra lo Yakovlev Design Bureau di Mosca e l'allora Aermacchi, che si allearono per l'evoluzione del prototipo Yakovlev-Aermacchi 130. Nel 2017 è stata presentata la versione da combattimento, l'M-346 FA.
Il 12 settembre 2024 viene presentato presso l’Aeroporto di Treviso-Istrana come nuovo velivolo della Pattuglia Acrobatica Nazionale, le Frecce Tricolori.

## Storia

### Sviluppo
Nel 1993, l'Aermacchi firmò un accordo per collaborare con la Yakovlev sul nuovo aereo d'addestramento, che quel costruttore stava sviluppando per l'Aeronautica militare della Federazione Russa. L'aereo, frutto di quella collaborazione, effettuò il primo volo nel 1996 e fu portato l'anno successivo in Italia per esplorare la possibilità di proporlo come sostituto dell'Aermacchi MB-339, in servizio presso le scuole di volo dell'Aeronautica Militare dal 1979.
All'epoca l'aereo veniva commercializzato come Yak/AEM-130, ma nel 1999 differenze nelle priorità stabilite dai piani industriali dei due costruttori portarono alla fine della partnership e ogni industria proseguì lo sviluppo in modo indipendente: l'Aermacchi con il suo M-346 e la Yakovlev con lo Yak-130. L'azienda italiana rimase titolare dei diritti di commercializzazione del velivolo per tutto il mondo, tranne la Russia e le altre nazioni della Comunità degli Stati Indipendenti. La Yakovlev ha portato avanti lo sviluppo della sua versione in collaborazione con la Sokol Aircraft-Building Plant.
L'M-346 è un velivolo largamente modificato rispetto all'aereo che la joint venture stava producendo e adotta sistemi ed equipaggiamenti esclusivamente di produzione occidentale. Il primo prototipo fu presentato il 7 giugno 2003 ed effettuò il primo volo il 15 luglio 2004.
Nel gennaio 2005, il ministro della difesa greco ha firmato un memorandum d'intesa (Memorandum of Understanding - MOU) per diventare un partner del programma e nel 2006 l'Aermacchi ha firmato un accordo di cooperazione industriale con la Hellenic Aerospace Industry.
Nel luglio 2007, l'M-346 si è portato in volo negli Emirati Arabi Uniti per una campagna di prove in condizioni di alta temperatura e per una valutazione operativa da parte della United Arab Emirates Air Force. La trattativa per la fornitura di 48 aeromobili alla forza aerea emiratina si interruppe nel 2011.
Nel marzo 2008 è stata la volta della cilena ENAER, in occasione del salone aeronautico FIDAE di Santiago del Cile, di firmare un memorandum d'intesa con l'azienda, divenuta nel frattempo Alenia Aermacchi.
Il 10 aprile 2008 è stato presentato un ulteriore prototipo nella configurazione finale per la produzione, definita "Industrial Baseline Configuration", caratterizzata da un nuovo carrello d'atterraggio, un nuovo aerofreno e un numero maggiore di parti realizzate in materiale composito.
Nel maggio successivo la Boeing ha firmato a sua volta un memorandum per una cooperazione nel marketing, vendite, addestramento e supporto dei due addestratori Aermacchi: l'M-346 e l'M-311.
L'8 luglio il primo esemplare di pre-serie effettua il primo volo e il 18 dicembre il velivolo, pilotato dal capo collaudatore Quirino Bucci, raggiunge la velocità massima di Mach 1,15 (1 255 km/h), superando per la prima volta la barriera del suono e con ciò risultando il secondo aereo interamente progettato e costruito in Italia a ottenere questo risultato, dopo l'Aerfer Sagittario II nel 1956.

#### La scelta dal nome
Il 20 ottobre 2008 Alenia Aermacchi aveva indetto un concorso online per assegnare un nome all'M-346. Una commissione composta dal management di Finmeccanica, Alenia Aeronautica e Alenia Aermacchi, scelse fra le più di 4000 proposte ricevute il nome "Master", premiando con un volo sull'aereo il vincitore del concorso, Mauro Petrolati. La commissione selezionò il nome "Master", avendolo ritenuto un termine internazionale che sintetizza l'M-346 come strumento ideale per insegnare a volare ai futuri piloti dei caccia di ultima generazione e contemporaneamente come il livello massimo di istruzione raggiungibile da un allievo.
È da notare che il nome "Master", il quale secondo il regolamento doveva essere inedito nel mondo dell'aeronautica, è stato in realtà precedentemente utilizzato dall'addestratore britannico con motore a elica Miles Master dell'epoca della seconda guerra mondiale, e quindi, a rigore, non avrebbe dovuto essere scelto.

## Personalizzazioni per le forze armate

### T-346A per l'Aeronautica Militare italiana
Sin dal giugno 2007, nel corso del secondo governo Prodi, l'allora Sottosegretario alla Difesa Giovanni Lorenzo Forcieri, diede conto dell'intenzione di acquistare 14 esemplari di M-346 per l'Aeronautica Militare, completi del relativo supporto logistico.
L'impegno di spesa venne preventivato in circa 400 milioni di euro, che furono stanziati l'anno seguente dal governo successivo, con la legge finanziaria del 2008, in conto al Ministero dello sviluppo economico.
Nel 2009 la Direzione Generale degli Armamenti Aeronautici (ARMAEREO) ha reso noto che l'aereo è stato classificato come T-346 ed ha annunciato l'acquisto da parte dell'Aeronautica Militare di sei aerei, con un'opzione per ulteriori nove, e che il contratto relativo al supporto logistico è in via di definizione. 
In seguito, l'Aeronautica Militare ha confermato l'intenzione di acquisire un primo lotto di quindici Master, secondo un piano di consegne che non prevede una produzione intensiva, da impiegare come addestratori avanzati. Il 18 giugno 2009 Alenia Aermacchi ha annunciato di aver ricevuto l'ordine per i primi sei velivoli, con una opzione per altri nove.
Il 21 dicembre 2010, a Venegono, sono stati presentati i primi due esemplari dei sei ordinati, designati dall'Aeronautica Militare come T-346A.
Il 7 agosto 2014 i primi due piloti del 61º Stormo hanno concluso con successo il corso di formazione per volare sul T-346.
Il 22 marzo 2016 viene annunciato il contratto di nove esemplari oltre ai nove già ordinati in precedenza. Le consegne dei nuovi velivoli inizieranno a partire dal 2016 per essere completate entro il 2018. Il 27 febbraio 2018 è stato consegnato il diciottesimo M-346 all'Aeronautica Militare 

#### Pattuglia Acrobatica Nazionale
Il 12 settembre 2024 Leonardo ed il governo italiano annunciano l'M-346 Master come erede del MB-339A PAN delle Frecce Tricolori, contemporaneamente alla presentazione della nuova livrea ed all'acquisto di 20 velivoli destinati a equipaggiare il reparto.

### Aviazione israeliana
Il 16 febbraio 2012 il Ministero della Difesa israeliano ha annunciato di aver selezionato gli M-346 Master per sostituire i 30 TA-4 Skyhawk ancora in dotazione come aerei addestratori nell'Heyl Ha'Avir. Anche in questo caso l'M-346 ha avuto la meglio nei confronti del "rivale" sudcoreano KAI T-50 Golden Eagle, che era stato valutato da Israele nella gara per l'acquisizione del nuovo addestratore avanzato.
Il 19 luglio 2012 Finmeccanica ha sottoscritto i contratti, per un ammontare di 932 milioni di dollari, per la fornitura da parte di Alenia Aermacchi di trenta addestratori M-346. L'accordo ha un valore complessivo - che include velivoli, motori, manutenzione, logistica, simulatori e addestramento - di 932 milioni di dollari. In pratica si è trattato di un grosso accordo di scambio, poiché l'Italia ha acquistato due aerei da allerta radar IAI Gulfstream G550CAEW e un satellite militare ottico OPTSAT-3000. Il 20 marzo 2014 è avvenuto il roll out del primo esemplare. Le consegne sono iniziate nell'estate 2014 e tutti i velivoli sono stati consegnati entro giugno 2016.

### Forze aeree polacche
La Polonia ha selezionato il velivolo come suo nuovo jet d'addestramento avanzato. La firma del contratto, per otto velivoli con il relativo supporto tecnico (e un'opzione per altri quattro), è avvenuta il 27 febbraio 2014.
La consegna dei primi due esemplari di M-346 Master, ribattezzati Bielik, è avvenuta nel novembre 2016, tuttavia sono stati evidenziati dei problemi software per la simulazione dell'utilizzo delle armi in dotazione agli F-16 polacchi che ha costretto le autorità polacche a rifiutare i velivoli, sospendendone la consegna, in attesa delle necessarie modifiche software da parte del produttore Leonardo.
Una volta risolti i problemi al software, i voli degli M-346 della Siły Powietrzne sono ripresi nel febbraio del 2018; il 24 novembre dello stesso anno si è svolta a Dęblin la cerimonia ufficiale per il battesimo dei velivoli con il nome scelto localmente. Nelle previsioni gli M-346 saranno il fulcro del sistema addestrativo dell'aviazione polacca a partire dal 2021, anno in cui è previsto l’inizio della dismissione dei più anziani PZL TS-11 Iskra.

### Il M-346FGA per l'aviazione militare nigeriana
A marzo 2021 è emerso che la Nigerian Air Force potrebbe diventare presto un nuovo cliente dell’M-346 con ordini per un totale di 24 esemplari specifici per l'attacco al suolo (variante FA). Le notizie relative a una avvenuta firma del contratto di fornitura sono state inizialmente smentite da Leonardo l'11 maggio 2021 per poi essere confermate nel 2024.

### Il M-346 F per l'aviazione militare austriaca
Nel maggio 2025 arriva il contratto per la fornitura all'Austria di 12 esemplari di M-346 da combattimento (versione FA) denominati M-346 F Block 20), più ulteriori 12 opzionali. 

## Altri sviluppi

### T-100 per la gara negli USA
Negli Stati Uniti, l'Alenia Aermacchi ha partecipato al programma T-X, il concorso indetto dall'U.S. Air Force per trovare il sostituto del Northrop T-38 Talon come addestratore avanzato. Per l'occasione l'azienda rinominò il velivolo Sistema Formativo Integrato T-100 (Leonardo DRS T-100 Integrated Training System) e annunciò che in caso di vittoria avrebbe spostato una parte della produzione dall'Italia agli USA. Il programma prevedeva una fornitura di 350 aerei, con la prospettiva di ulteriori acquisti che avrebbero portato alla fornitura totale di oltre 1.000 velivoli. Nel gennaio 2013 Alenia Aermacchi firmò una lettera di intenti con la General Dynamics per l'ingresso della compagnia statunitense all'interno del programma. Tuttavia l'azienda americana si ritirò dal programma lasciando spazio nel 2016 alla Raytheon. Anche quest'ultima, agli inizi del 2017, si ritirò lasciando sola Alenia Aermacchi, nel frattempo confluita in Leonardo, che proseguì la partecipazione al programma tramite la controllata DRS Technologies. Il 27 settembre 2018 venne annunciato che il vincitore del concorso era il concorrente Boeing T-7, proposto dal team Boeing e Saab.

### Altri ordini
Nel 2009 l'Aeronautica Militare di Singapore ha firmato un contratto per la fornitura di dodici velivoli.
A gennaio 2021 i ministri della difesa di Israele e Grecia hanno annunciato i piani per l’avvio di un accordo del valore complessivo di $1,68 miliardi che include la fornitura di dieci velivoli M-346 e l’implementazione e l’operatività di una scuola di volo per l’aeronautica greca a cura di Elbit Systems, inclusi simulatori, addestramento e supporto logistico. Il contratto è stato ufficializzato il 16 aprile 2021.
Leonardo ha reso noto, tramite il bilancio del primo trimestre del 2021, di avere ricevuto un ordine per numero, versione e valore imprecisati di M-346.
Marina Militare degli Stati Uniti
L'M-346 è stato offerto alla competizione Undergraduate Jet Training System (UJTS) della Marina Militare degli Stati Uniti per sostituire il vecchio McDonnell Douglas T-45 Goshawk da Leonardo (azienda), con Textron Aviation Defence in qualità di appaltatore principale per la gara. Il 28 luglio 2025 Textron ha annunciato che offrirà una versione statunitense del jet leggero italiano con la designazione Beechcraft M-346N.L'offerta è stata descritta come adattata ai requisiti rivisti della Marina, eseguendo solo avvicinamenti Field Carrier Landing Practice (FCLP) per l'atterraggio, eliminando così la necessità di un gancio di coda, di una barra di lancio a catapulta o di ampie modifiche strutturali per le operazioni con portaerei arrestate. Questa attenzione all'addestramento basato esclusivamente su FCLP è in linea con la quinta richiesta di informazioni (RFI) della Marina Militare statunitense pubblicata il 31 marzo 2025.

### Prospettive
Le stime prevedevano che il modello sarebbe stato costruito in oltre 600 esemplari entro il 2020, senza contare la versione da combattimento M-346FA. Quest'ultima è candidata alla sostituzione del caccia leggero Northrop F-5E Tiger II, diffuso in numerose aeronautiche militari nel mondo.
Il 26 aprile 2010, Alenia Aermacchi e EADS Defence and Security hanno presentato una risposta comune, basata sull'M-346 Master, alla richiesta di informazioni dell'Agenzia europea per la difesa (EDA) per il programma Advanced European Jet Pilot Training (AEJPT).
Il 30 novembre 2022, in occasione dell'M-346 Joint User Group, ospitato in quell'anno dall'Aeronautica Polacca a Varsavia, Leonardo ha celebrato il raggiungimento del traguardo delle 100 000 ore di volo complessive per la flotta mondiale di M-346.

## Tecnica
L’M-346 è un addestratore avanzato transonico concepito come piattaforma per l’addestramento al volo su caccia di nuova generazione.
L'aereo possiede elevata manovrabilità grazie alle varie soluzioni aerodinamiche adoperate, ai materiali compositi con cui è costruito che gli consentono di avere un peso contenuto, al conseguente rapporto peso/potenza minimo. Riesce a mantenere piena maneggevolezza ad angoli di incidenza fino a 40° ; può raggiungere i 1.085 km/h ad una quota di 1 500 m e in picchiata riesce a toccare Mach 1,2.

### Cellula
La fusoliera e le prese d’aria sono realizzate in fibra di carbonio e kevlar mentre gli elementi strutturali sono realizzati in leghe di alluminio e di titanio e in acciaio. Il velivolo è dotato di un carrello triciclo il cui freno è controllato idraulicamente; la meccanica del carrello è assicurata dal sistema idraulico. I primi prototipi erano dotati dello stesso carrello dell'AMX a causa della disponibilità di strumentazione compatibile per l'acquisizione dei dati e per mitigazione del rischio.
Tra le caratteristiche aerodinamiche si annoverano un bordo d’attacco alare sottile e leading edge root extensions (LERX), che combinati generano vortici che mantengono il flusso attaccato all’ala anche ad alti angoli di incidenza, consentendo di avere una buona manovrabilità anche ad incidenze superiori a 30°; sul bordo di attacco è presente un dente di sega per semiala, una discontinuità che genera un vortice che si sviluppa verso le estremità alari e che travolge gli alettoni, evitando la separazione della vena fluida in corrispondenza di questi ultimi e la conseguente perdita di controllo. Gli elevoni differenziali contribuiscono ulteriormente ad influenzare la manovrabilità del velivolo.

### Motori
L’M-346 è equipaggiato con due turbofan a basso rapporto di bypass Honeywell F124-GA-200 dotati di FADEC a due canali e inclinati verso il basso in maniera tale da fornire una componente di spinta ortogonale all'asse del velivolo che va ad aggiungersi alla portanza, favorendo la sostentazione e la manovrabilità del velivolo. Dal momento che la struttura non è progettata per il volo supersonico i due motori sono stati ridotti in potenza in modo tale che alla massima manetta il loro numero di giri sia pari a circa il 94% del valore massimo.
La APU, del tipo Safran ATS 346, è responsabile dell’avviamento dei motori pneumaticamente ed è in grado di erogare fino a 42 kW per l’alimentazione dei sistemi di bordo a propulsori spenti.
Il velivolo è dotato di due serbatoi in fusoliera e di due serbatoi integrati nelle ali in grado di portare circa 2 500 L (2 000 kg) di combustibile: il combustibile passa dai serbatoi alari ai serbatoi in fusoliera per gravità mentre il passaggio tra serbatoi in fusoliera e motori avviene tramite pompe; è possibile equipaggiarlo con tre serbatoi ausiliari da 630 l di capacità ciascuno. La versione FA è in grado di ricevere carburante mediante rifornimento in volo.

### Sistemi e impianti
L’M-346 utilizza due sistemi idraulici indipendenti con pressione di esercizio di 20,7 MPa che controllano tutte le superfici mobili, il sistema frenante, l'estensione e la ritrazione del carrello di atterraggio e lo sterzo del ruotino anteriore.
L’aereo è dotato di due impianti elettrici, uno in corrente continua a 28 V e uno in corrente alternata a 120 V, i cui generatori sono alimentati da un motore ciascuno; è dotato di un trasformatore-raddrizzatore (TRU) che converte la corrente alternata in continua e ne modifica la tensione.
Il velivolo è dotato di un sistema di bordo per la generazione di ossigeno (OBOGS) affiancato da una bombola collocata sotto l’abitacolo da utilizzare in caso di avaria del sistema principale.
Il computer del Flight Control System (FCS) dell'aeromobile è stato sviluppato da Alenia SIA in collaborazione con Selex Communications, mentre il software di volo è stato sviluppato interamente da Alenia Aermacchi. Il FCS consente di programmare il volo limitandone l’inviluppo e consentendo di simulare diversi tipi di missioni e di aeromobili. L’aereo è controllato tramite un sistema fly-by-wire a quattro canali e dispone di un sistema automatico per il ritorno al volo orizzontale denominato Pilot Activated Recovery System (PARS) che il pilota può attivare in caso di perdita di controllo o disorientamento.

### Avionica
L'M-346 è dotato di comandi di tipo Hands on Throttle and Stick (HOTAS) e di un’avionica modulare interamente digitale sviluppata a partire da avioniche di caccia di recente produzione, come ad esempio quelle del Saab JAS 39 Gripen o dell'Eurofighter Typhoon, che consente al pilota in formazione di ridurre le ore di volo a bordo dell’aeromobile di destinazione, effettuando un consistente scarico di ore di volo dall’unità di conversione operativa (OCU) alla scuola di volo; la modularità consente l’incorporazione di strumentazione solamente in caso di necessità. Il glass cockpit è dotato di tre schermi, head-up display (anche nel cockpit posteriore) e Helmet-Mounted Display (HMD) opzionali.
L'Embedded Tactical Training System (ETTS), integrato nell'avionica del M-346, consente di simulare virtualmente la presenza di una moltitudine di nemici ed alleati (Computer Generated Forces, CGF), sia in addestramenti singoli che, attraverso un datalink per lo scambio dello scenario tattico compatibile con strumentazione sia NATO che non, con altri velivoli, permettendo di addestrare i piloti per qualsiasi tipologia di scenario operativo.

## M-346 FA

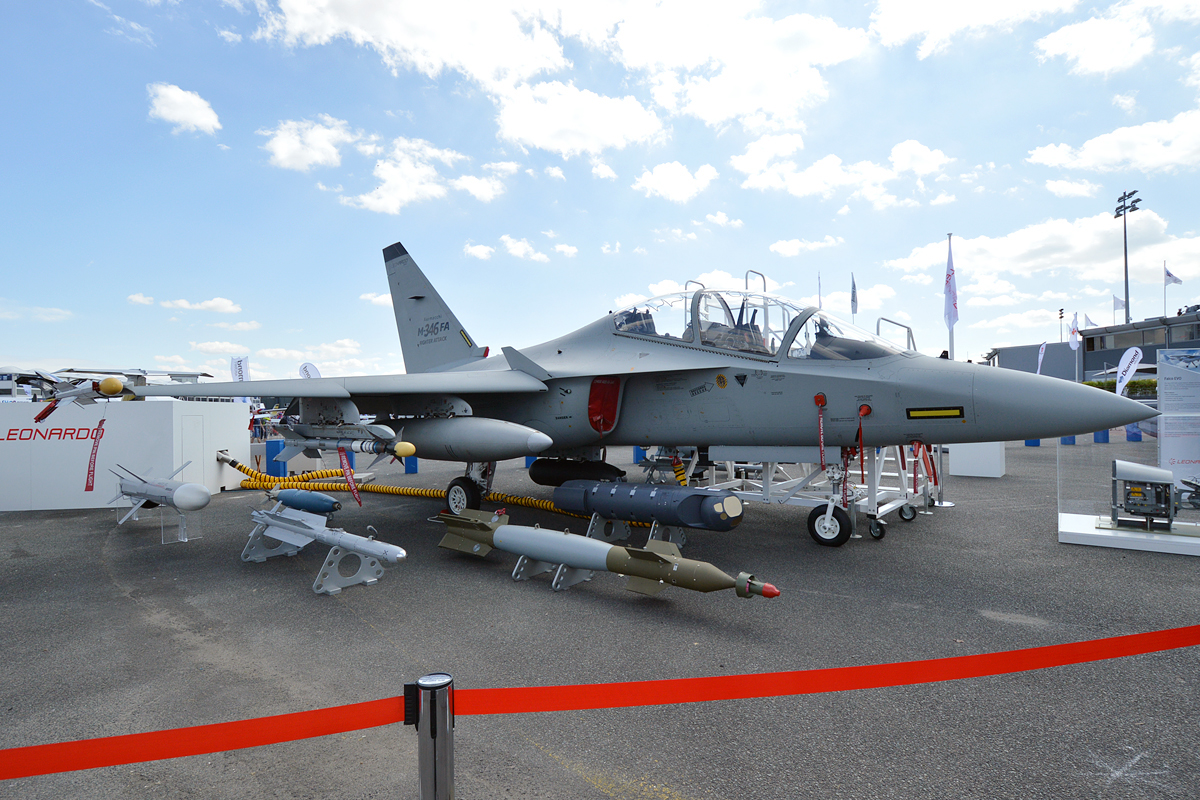
2017: Velivolo rappresentativo di un M-346 FA.

Nel 2017 è stata presentata la versione da combattimento (dotata di armamenti) dell'M-346 denominata  M-346 FA (Fighter Attack).
Questo caccia leggero multiruolo rappresenta una soluzione economica ed efficace, perché basato sull'addestratore, per l'interdizione sul campo di battaglia, per missioni di supporto aereo ravvicinato (CAS) ed inoltre è capace di effettuare missioni di polizia e sorveglianza aerea, o ricognizione. L'aereo dispone di una versione dedicata del radar GRIFO-M346 (con portata massima di 92 km), due punti di attacco alle estremità alari incrementandone il numero da 5 a 7, oltre alla suite di autoprotezione DASS (Defensive Aid Sub System), che comprende dispenser di chaff e flare, Radar Warning Receiver e Missile Approach Warning System per eventuali minacce missilistiche. I carichi esterni trasportabili corrispondono a oltre 2 000 kg, sfruttabili per munizionamento aria-suolo di tipo Mk 82, Lizard 2 o missili aria-aria, pod da ricognizione e/o illuminazione bersagli (targeting), oltre che eventuali serbatoi ausiliari da 630 l.
Nel maggio 2020 l'Israeliana Rafael Advanced Defence Systems ha annunciato l'avvio del processo di integrazione assieme a Leonardo dei pods LITENING-5 e RECCELITE sull'M-346.

### Armamento dell'FA

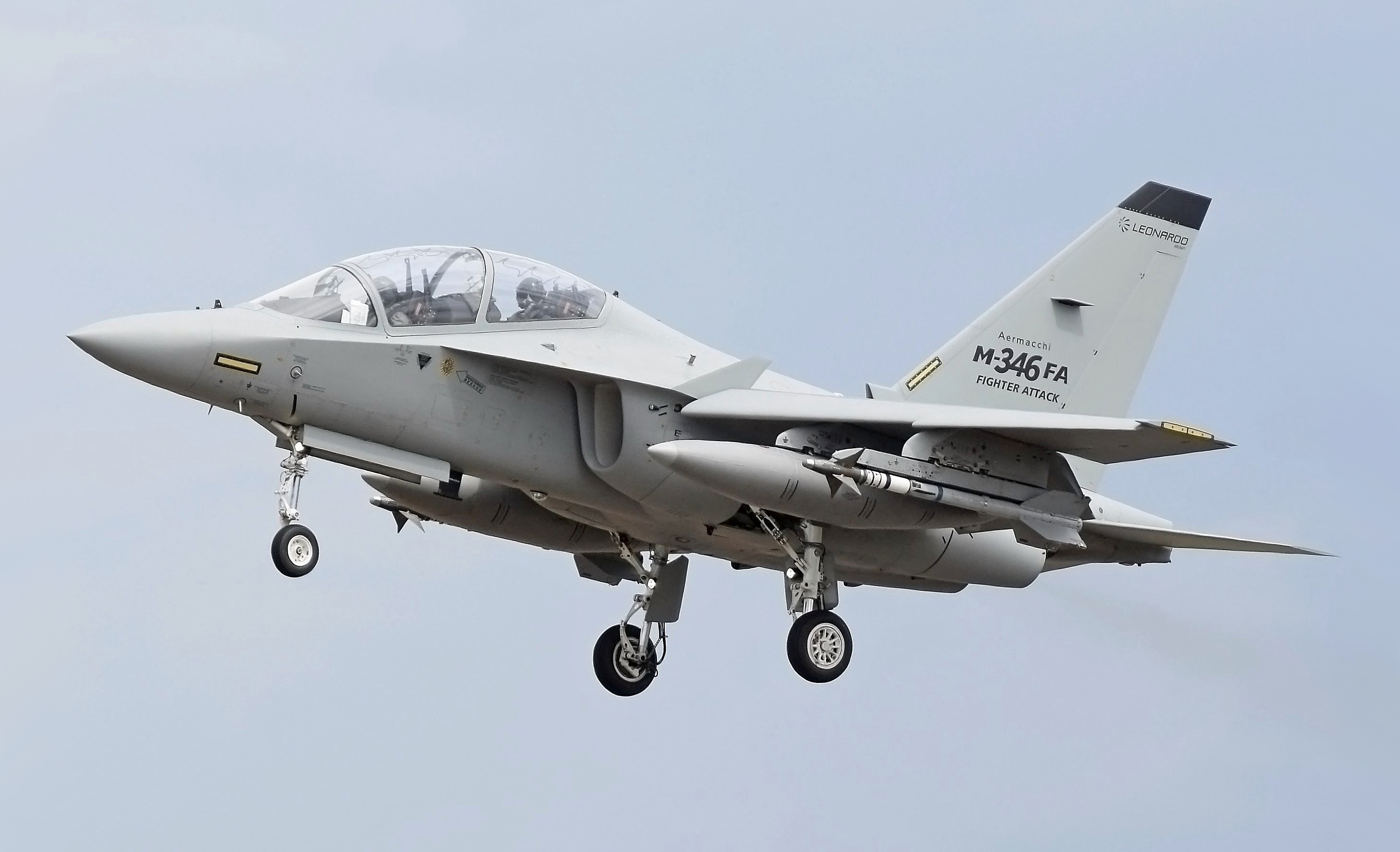
M-346FA alla Royal International Air Tattoo del 2017

La versione da combattimento M-346FA è equipaggiata con un Fire Control Radar, dispone di un kit che consente di ridurre la sezione radar equivalente ed è dotato di 4 piloni sub-alari, due piloni alle estremità alari e uno in fusoliera per un totale di 7 punti di attacco esterni. Dispone di un sistema radar dedicato a scansione meccanica multi-modo Grifo.
Tra le contromisure integrate nel sistema di difesa passiva (DASS Defensive Aids Sub-System (DASS) sono compresi Radar Warning Receiver, Missile Approach Warning System, Chaff & Flare Dispenser (CFD). È predisposto per missili aria-aria AIM-9 Sidewinder e IRIS-T a guida IR, bombe a caduta libera Mk 82 e Mk 83, bombe a guida laser Paveway II GBU-12, GBU-16, GBU-32, GBU-38 e GBU-49, bombe a guida laser Lizard 2 e a guida GPS Lizard 4, missili aria-terra Brimstone, contenitori per razzi da 70 mm Rockeye, integrati con gli "Helmet Mounted Display" (HMD) sul casco del pilota.
Può, inoltre, essere armato con un cannone da 30 mm ed è configurabile per attacchi al suolo con bombe e missili aria-terra e antinave. Il pilone in fusoliera può ospitare un pod ECM e i sistemi di designazione laser per gli armamenti.

## Versioni

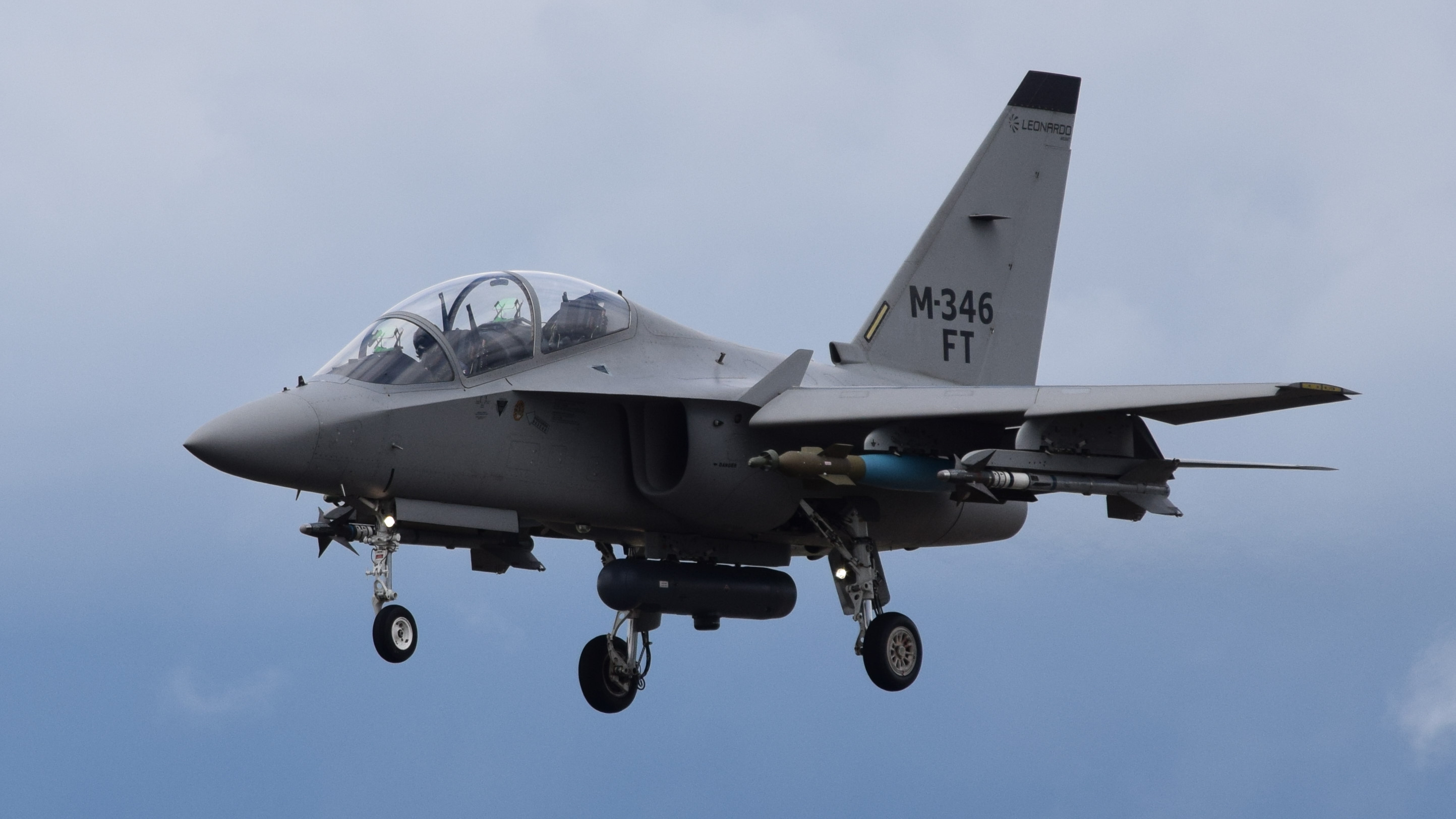
M-346FT presentato al Salone di Farnborough del 2016

- M-346: versione originale dell'addestratore avanzato.
- T-346A: denominazione adottata dall'Aeronautica Militare.
- M-346FT: Fighter Trainer, versione multiruolo convertibile da addestratore a velivolo da combattimento presentata nel 2016.[72]
- M-346FA: Fighter Attack, versione derivata dal FT destinata a close air support, attacco al suolo, missioni di polizia e sorveglianza aerea, e ricognizione, presentata nel 2017.[73]
- T-100: denominazione adottata nel 2015 per il concorso americano T-X per la fornitura di un nuovo addestratore avanzato alla United States Air Force.
- M-346FGA: Fighter Ground Attack, denominazione adottata dalla Nigerian Air Force.[74]
- M-346F denominazione adottata dall'Austria per la versione d'attacco leggero in configurazione Block 20 [44][75]

## Dati tecnici
| Dati                           | M-346                                      | M-346FA                                    |
| ------------------------------ | ------------------------------------------ | ------------------------------------------ |
| Equipaggio                     | 1+1                                        | 1+1                                        |
| Lunghezza                      | 11,49 m                                    | 11,49 m                                    |
| Altezza                        | 4,76 m                                     | 4,76 m                                     |
| Apertura alare                 | 9,72 m                                     | 10,14 m (con piloni di estremità)          |
| Superficie alare               | 23,52 m²                                   | 23,52 m²                                   |
| MTOW                           | 9 600 kg                                   | 10 500 kg                                  |
| Peso massimo del combustibile  | 2 005 kg                                   | 2 005 kg                                   |
| Fattori di carico limite       | +8/-3                                      | +7,3/-3                                    |
| Motori (x2)                    | Honeywell F124-GA-200                      | Honeywell F124-GA-200                      |
| Spinta al decollo (x2)         | 27,8 kN                                    | 27,8 kN                                    |
| Velocità massima a bassa quota | 1 090 km/h TAS                             | 1 065 km/h TAS                             |
| VNE                            | 1 060 km/h EAS (Mach 1,2)                  | 1 060 km/h EAS (Mach 1,2)                  |
| Velocità di salita             | 112 m/s                                    | 102 m/s                                    |
| Autonomia                      | 1.925 km (2.550 km con serbatoi ausiliari) | 1.665 km (2.220 km con serbatoi ausiliari) |
| Quota di tangenza              | 45 000 ft/13 715 m                         | 45 000 ft/13 715 m                         |

## Utilizzatori

Operatori correnti dell'M-346

Austria
- Luftstreitkräfte

12 M-346FA ordinati il 21 maggio 2025 +12 in opzione
 Grecia
- Polemikí Aeroporía

10 M-346 ordinati ad aprile 2021 dalla israeliana Elbit Systems per la creazione di una scuola di volo gestita insieme all'aeronautica greca. Primi due esemplari consegnati il 11 maggio 2023 ed immessi in servizio il 16 maggio 2023. Terzo esemplare consegnato il 4 ottobre 2023, seguito dal quarto il 19 dicembre dello stesso anno.

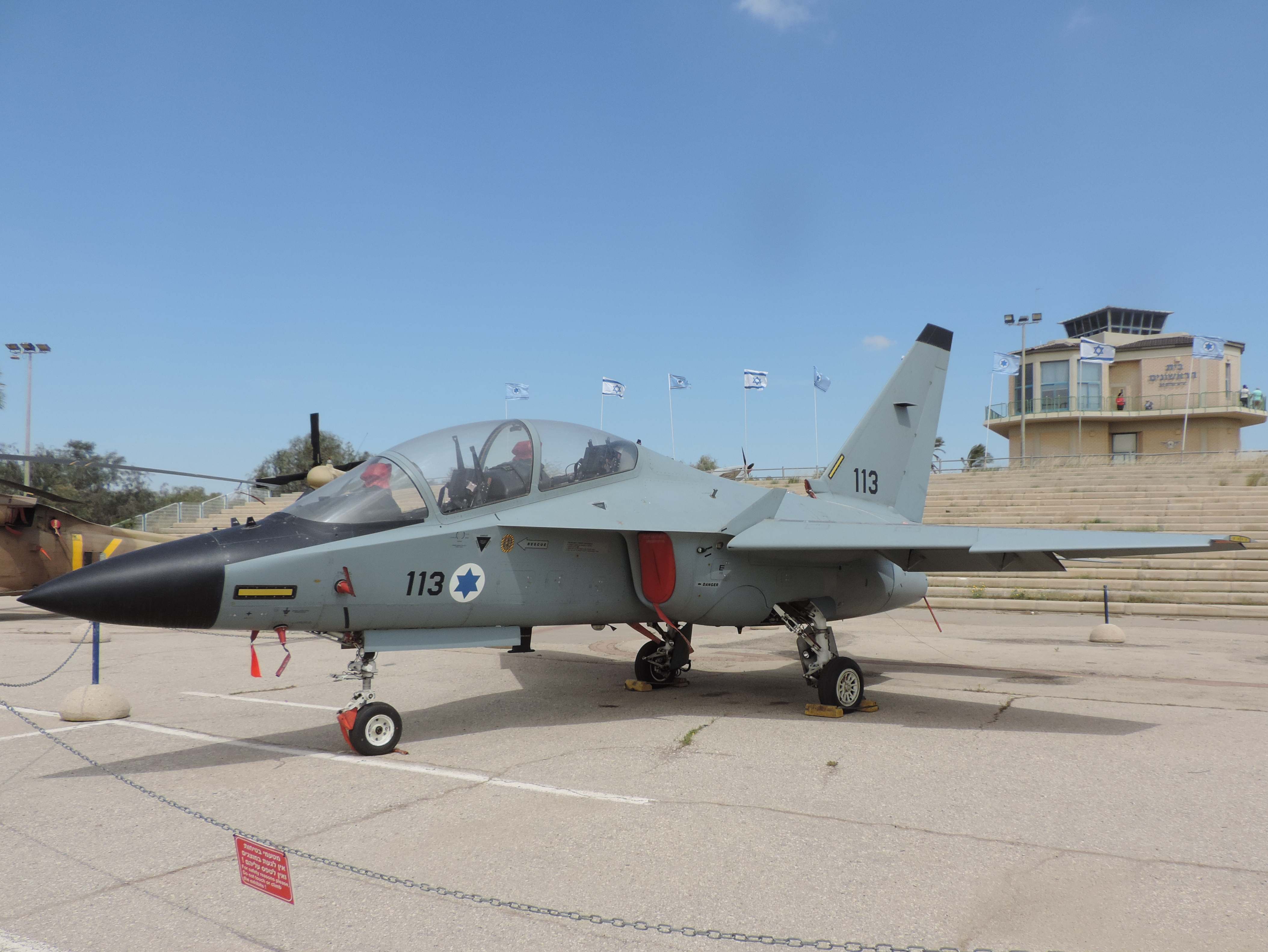
M-346 al servizio in Israele

 Israele
- Heyl Ha'Avir
  - 102º Gruppo (Hatzerim)

30 esemplari, tutti consegnati tra il 2014 e gli inizi di giugno 2016.
 Italia
- Aeronautica Militare
  - 212º Gruppo (Lecce-Galatina)

18 esemplari denominati T-346A; 18 consegnati al febbraio 2018. Ulteriori 5 sono stati ordinati nel 2024.
- International Flight Training School

La scuola è costituita dai 18 esemplari dell'Aeronautica Militare e da 4 esemplari di proprietà di Leonardo, consegnati dal 2019.
15 velivoli nel 2024 destinati alla Pattuglia Acrobatica Nazionale in sostituzione dei MB-339
 Nigeria
- Nigerian Air Force

24 M-346FA ordinati il 27 maggio 2023, con consegne suddivise in quattro lotti da sei aerei, e previste a partire dal 2024.
 Polonia
- Siły Powietrzne
  - 48. Eskadra Lotnicza (48º Gruppo Volo) (Dêblin)

8 esemplari ordinati ed entrati in servizio tra il 2016 e il 2017, più ulteriori 4 esemplari ordinati a marzo 2018, che hanno portato a 12 il totale degli aerei ordinati. Ulteriori 4 esemplari sono stati ordinati a febbraio 2021, portando così a 16 il numero degli esemplari ordinati Il sedicesimo ed ultimo esemplare è stato consegnato il 16 dicembre 2022. Un velivolo è stato perso in un incidente il 12 luglio 2024.
 Qatar
- Qatar Emiri Air Force

6 M-346 (ridesignati T-346B) ordinati nel 2021, con i primi quattro consegnati nella seconda metà del 2021, mentre i restanti due rispettivamente nel settembre e nel dicembre del 2022. Sono stati accorpati con registrazioni italiane alla International Flight Training School, dove i piloti vengono addestrati da istruttori della scuola e gli aerei sono sottoposti a manutenzione.
 Singapore
- Angkatan Udara Republik Singapura
  - 150th Squadron (Cazaux - Francia)

12 M-346A ordinati il 28 settembre 2010. Il primo esemplare è stato consegnato il 6 agosto 2012. Il dodicesimo ed ultimo esemplare è stato consegnato a settembre 2014.
 Turkmenistan
- Wojenno-Wosduschnije Sily

4 M-346FA da attacco leggero e due M-346FT da addestramento avanzato ordinati nel 2019. I primi due M-346FA consegnati il 19 luglio 2021, mentre gli ultimi due il 18 agosto dello stesso anno. I due M-346FT sono stati consegnati il 29 agosto 2021.

### Potenziali utilizzatori futuri
Azerbaigian
- Azərbaycan hərbi hava qüvvələri

Lettera di intenti firmata a febbraio 2020 per la fornitura di 12 M-346 e un'opzione per 12 M-346FA.
 Botswana
- Botswana Defence Force Air Wing

Fonti di stampa riportano l'interesse del governo del Botswana per un numero imprecisato di M-346 da acquistare al fine di rimpiazzare i Canadair CF-5 Freedom Fighter.
 Egitto
- El Qūwāt El Gawīyä El Maṣrīya

Trattative sono in corso per l'ordine di 24 M-346 per l'Aeronautica egiziana
 Uruguay
- Fuerza Aérea Uruguaya

Nell'ottica di un ammodernamento della propria aeronautica, l'Uruguay ha dimostrato interesse nell'acquistare almeno 6 nuovi velivoli dotati di radar per sostituire i propri Cessna A-37 Dragonfly; secondo fonti interne alla forza armata, l'M-346 sarebbe favorito rispetto all'Hongdu L-15 Lie Ying.

## Incidenti
- Il 18 novembre 2011 il prototipo 001, matricola militare X615, che aveva partecipato al Dubai Airshow, precipita in mare mentre fa ritorno verso l'Italia. I due piloti a bordo Quirino Bucci e Giovanni Paganini si salvano eiettandosi.[119][120]
- L'11 maggio 2013 un M-346 decollato da Torino, precipita in un'area boschiva del Savonese tra Piana Crixia e Dego. Il pilota, Matteo Maurizio, collaudatore dell'Alenia, si salva eiettandosi. Anche in questo caso si tratta di un prototipo, matricola X617, il primo esemplare di pre-serie (LRIP - Low Rate Initial Production) che aveva compiuto il suo primo volo l'8 luglio 2008.[121][122]
- Il 16 marzo 2022 un M-346 di proprietà di Leonardo partito dalla base di Venegono (Varese) è precipitato poco prima di mezzogiorno sul monte Legnone, a oltre 2 500 metri di quota, nei pressi dell’abitato di Pagnona mentre svolgeva un volo di collaudo. I piloti si sono eiettati: uno, un collaudatore di Leonardo, è stato individuato in un canalone mentre l’altro, un istruttore inglese di una società esterna, è stato trovato morto.[123][124]
- Il 12 luglio 2024 un M-346 delle forze aeree polacche è precipitato nei pressi dell'aeroporto Gdynia-Kosakowo durante le prove per un airshow. Morto il pilota, il maggiore Robert Jeł.[98]